# Rally Dakar 1996
Il Rally Dakar 1996 è stata la 18ª edizione del Rally Dakar (partenza da Granada, arrivo a Dakar).

## Tappe
Nelle 9 giornate del rally raid furono disputate 16 tappe ed una serie di trasferimenti (7.579 km), con 16 prove speciali per un totale di 6.179 km.

## Classifiche

### Moto
Hanno finito la gara 50 delle 119 moto iscritte. Il vincitore Edi Orioli ha impiegato il tempo di 72h31'32".
| Pos. | Pilota           | Mezzo    | Distacco    |
| ---- | ---------------- | -------- | ----------- |
| 1    | Edi Orioli       | Yamaha   |             |
| 2    | Jordi Arcarons   | KTM      | a 1h05'45"  |
| 3    | Carlos Sotelo    | KTM      | a 5h48'09"  |
| 4    | Gerard Jimmink   | KTM      | a 6h44'43"  |
| 5    | Richard Sainct   | KTM      | a 7h35'38"  |
| 6    | Guido Maletti    | Kawasaki | a 11h19'23" |
| 7    | Oscar Gallardo   | Cagiva   | a 11h33'12" |
| 8    | Massimo Chiesa   | KTM      | a 12h23'44" |
| 9    | Nobert Schilcher | KTM      | a 12h38'08" |
| 10   | Marcel Pilet     | KTM      | a 13h34'39" |

### Auto
Hanno finito la gara 50 delle 106 auto iscritte.
| Pos. | Equipaggio                            | Mezzo             |
| ---- | ------------------------------------- | ----------------- |
| 1    | Pierre Lartigue / Michel Périn        | Citroën ZX        |
| 2    | Philippe Wambergue / Fred Gallagher   | Citroën ZX        |
| 3    | Jean-Pierre Fontenay / Bruno Musmarra | Mitsubishi Pajero |
| 4    | Ari Vatanen / Gilles Picard           | Citroën ZX        |
| 5    | Josep Maria Servia / Puig Sans        | Citroën ZX        |
| 6    | Hiroshi Masuoka / Andreas Schulz      | Mitsubishi Pajero |
| 7    | Bruno Saby / Dominique Serieys        | Mitsubishi Pajero |
| 8    | Giacomo Vismara / Mario Cambiaghi     | SsangYong Musso   |
| 89   | Thierry Delavergne / Arguelles        | Nissan Navara     |
| 10   | Jean-Pierre Strugo / Bruno Cattarelli | Mitsubishi Pajero |

### Camion
Hanno finito la gara 21 dei 70 camion iscritti.
| Pos. | Pos. (auto) | Equipaggio                           | Mezzo       |
| ---- | ----------- | ------------------------------------ | ----------- |
| 1    | 15          | Viktor Moskovskikh / Skikh / Kouzmin | Kamaz       |
| 2    | 16          | Karel Loprais / Tomececk             | Tatra       |
| 3    | 23          | Ladislav Fajtl / Janousek            | Tatra       |
| 4    | 26          | Milan Koreny / Gilar                 | Tatra       |
| 5    | 30          | Vladimir Čagin / Iakoubov            | Kamaz       |
| 6    | 31          | Yoshimasa Sugawara / Hamura          | Hino Ranger |
| 7    | 35          | Jérome Pelichet / Gambillon          | Mercedes    |
| 8    | 38          | Jean-Paul Bosonnet / Serge Lacourt   | Mercedes    |
| 9    | 45          | Alexandre Boutevillain / Carriere    | Mercedes    |
| 10   | 46          | Raphael Gimbre / Marcheix            | Mercedes    |